# Jordan Bone
Jordan Latham Bone (Nashville, 5 novembre 1997) è un cestista statunitense.

## Carriera
È stato selezionato dai New Orleans Pelicans al secondo giro del Draft NBA 2019 (57ª scelta assoluta).
Il 18 luglio 2023 firma un contratto con la Guerino Vanoli Basket, tuttavia il 9 settembre la società comunica la rescissione dell'accordo per motivi personali.

## Statistiche

### NCAA
| Anno      | Squadra          | PG | PT | MP   | TC%  | 3P%  | TL%  | RP  | AP  | PRP | SP  | PP   |
| --------- | ---------------- | -- | -- | ---- | ---- | ---- | ---- | --- | --- | --- | --- | ---- |
| 2016-2017 | Tenn. Volunteers | 23 | 17 | 19,6 | 37,2 | 30,4 | 76,9 | 1,7 | 2,9 | 0,5 | 0,0 | 7,2  |
| 2017-2018 | Tenn. Volunteers | 35 | 33 | 23,1 | 39,1 | 38,0 | 82,1 | 2,1 | 3,5 | 0,7 | 0,1 | 7,3  |
| 2018-2019 | Tenn. Volunteers | 37 | 37 | 32,9 | 46,5 | 35,5 | 83,5 | 3,2 | 5,8 | 0,7 | 0,1 | 13,5 |
| Carriera  | Carriera         | 95 | 87 | 26,1 | 42,4 | 35,3 | 81,7 | 2,4 | 4,3 | 0,7 | 0,1 | 9,7  |

#### Massimi in carriera
- Massimo di punti: 27 vs Kentucky (2 marzo 2019)[2]
- Massimo di rimbalzi: 8 vs Mississippi State (4 febbraio 2017)
- Massimo di assist: 11 vs Samford (19 dicembre 2018)
- Massimo di palle rubate: 3 (4 volte)
- Massimo di stoppate: 1 (6 volte)
- Massimo di minuti giocati: 40 vs Kansas (23 novembre 2018)

### NBA

#### Regular Season
| Anno      | Squadra         | PG | PT | MP   | TC%  | 3P%  | TL% | RP  | AP  | PRP | SP  | PP  |
| --------- | --------------- | -- | -- | ---- | ---- | ---- | --- | --- | --- | --- | --- | --- |
| 2019-2020 | Detroit Pistons | 10 | 0  | 5,3  | 25,0 | 20,0 | -   | 0,4 | 0,8 | 0,1 | 0,0 | 1,2 |
| 2020-2021 | Orlando Magic   | 14 | 0  | 14,0 | 42,6 | 31,3 | -   | 1,7 | 1,3 | 0,1 | 0,0 | 4,0 |
| Carriera  | Carriera        | 24 | 0  | 10,4 | 37,8 | 28,6 | -   | 1,2 | 1,1 | 0,1 | 0,0 | 2,8 |

#### Massimi in carriera
- Massimo di punti: 9 vs Boston Celtics (15 gennaio 2021)[3]
- Massimo di rimbalzi: 4 (2 volte)
- Massimo di assist: 4 (2 volte)
- Massimo di palle rubate: 1 (3 volte)
- Massimo di stoppate: -
- Massimo di minuti giocati: 29 vs Milwaukee Bucks (11 gennaio 2021)